# Wadi Umm Wikala
Das Wadi Umm Wikala liegt in der ägyptischen Ostwüste und war vor allem in römischer Zeit (1. bis frühes 3.  Jahrhundert n. Chr.) der wichtigste Steinbruch für Gabbro. Es handelt sich wahrscheinlich um das antike Ophiates. Der antike Name des Gabbro lautete Ophites (von griechisch ὄφις, óphis, „Schlange“).

## Die Steinbrüche
Die eigentlichen Steinbrüche, wovon 13 identifiziert werden konnten, liegen westlich und östlich des Wadis und lagen bis zu 100 m über diesem. Mehrmals konnten auch Testlöcher beobachtet werden, bei denen die verwitterte oberste Steinschicht der Wüste abgetragen worden ist, aber der darunter befindliche Gabbro aus diversen Gründen nicht zum Abbau geeignet war. Die Steinbrüche zeichnen sich durch jeweils eine Rutschbahn aus, auf der die gebrochenen Steine in Richtung Wadi transportiert wurden. Neben den Steinbrüchen fanden sich auch oftmals Plattformen, auf denen die gerade gebrochenen Steine anscheinend bearbeitet worden sind. Teilweise lagen dort noch halbfertige Steinbauteile.

### Geschichte
Wie vor allem die gefundene Keramik zeigt, waren die Steinbrüche vom 1. bis ins frühe 3. Jahrhundert in Betrieb. Eine hier kopierte, jedoch heute verlorene Inschrift datiert ins Jahr 10/11 n. Chr. unter Kaiser Augustus und nennt den Kult des Pan und die Errichtung eines Heiligtums für ihn und überliefert den Ortsnamen Ophiates. Eine weitere Inschrift datiert unter Tiberius, eine dritte Inschrift stammt aus den Jahren 150–153 n. Chr. und belegt, dass die Cohors III Ituraeorum hier anwesend war. Es ist berechnet worden, dass vor Ort ca. 100 Personen arbeiteten.

## Die Siedlung der Steinbrucharbeiter
Direkt am Wadi, an dessen West- und Ostseite, befand sich die Siedlung der Steinbrucharbeiter. Zentrum, westlich des Wadi, war ein rechteckiges aus Steinen erbautes Gebäude mit 29 Räumen entlang eines Mittelganges. Es kann vermutet werden, dass hier die leitenden Funktionäre, aber auch die Steinbruchverwaltung untergebracht war. Teil des Baues war eine aus gebrannten Lehmziegeln errichtete Zisterne. Lose um diesen Zentralbau fanden sich einräumige Häuser, in denen wahrscheinlich die einfachen Arbeiter untergebracht wurden. Auf der anderen Seite des Wadis stand ein kleiner Schrein, der aus zwei Räumen bestand und wahrscheinlich dem Pan/Min geweiht war.
Ungefähr 2 km südlich stand ein befestigter Brunnen, ein Hydreuma. Die Anlage ist ca. 56 × 44 m groß und bestand aus einem Brunnen in der Mitte mit einer umgebenden Mauer und einer Reihe von Räumen, die an die Mauer gebaut waren. Neben dem Brunnen standen zwei mehrräumige Gebäude.
Im Umfeld der Anlagen konnten drei kleine Friedhöfe mit 15, 7 oder einer Bestattung beobachtet werden.